# 臺東縣立新生國民中學
臺東縣立新生國民中學，簡稱新中，是一所位於中華民國臺東縣臺東市的國民中學，創立於1966年，當時為「台東縣立台東第一初級中學」

## 歷史[1]
本校於1966年創立，原稱「台東縣立台東第一初級中學」，其後改名「台東縣立台東初級中學」， 1968年實施九國民義務教育，1968年9月改制為「台東縣立新生國民中學」至今。

## 歷屆校長[1]
1. 蔡清祥：1966年-1977年
2. 蔡芹能：1977年-1986年
3. 楊昭仁：1989年-2000年
4. 陳勝發：2001年-2009年
5. 賴亮禎：2010年-2016年
6. 林銘欽：2016年-2024年
7. 王中興：2024年8月1日至今

## 校友[2]
- 饒慶鈴：現任臺東縣縣長
- 黃健庭：現任中國國民黨秘書長
- 陽岱鋼：知名棒球球員
- 陳俊秀：知名棒球球員
- 陽耀勳：知名棒球球員
- 楊傳廣：前任奧運國手

1. 1 2  . hsjh.ttct.edu.tw.   [2022-02-13]. （原始内容存档于2022-06-09）.
2. ↑  . 天下雜誌.   [2022-02-13] （中文（臺灣））.